# Taldorf
Taldorf ist eine Ortschaft der Stadt Ravensburg in Baden-Württemberg.

## Geographie
Die Ortschaft Taldorf ist der flächenmäßig größte Ortsteil der Stadt Ravensburg.
Oberzell liegt im Tal der Schussen (419 m über NN), Adelsreute und Bavendorf auf Anhöhen, die das Schussental überblicken, Taldorf selbst in einem Seitental des Tals der Rotach.

## Lage
Die Ortschaft liegt im Südwesten des Stadtgebiets und ist in vier Wohnbezirke gegliedert:
- Wohnbezirk Taldorf (645 Einwohner), bestehend aus den Wohnplätzen Alberskirch, Dürnast, Eggartskirch, Erbenweiler, Herrgottsfeld, Reute bei Taldorf, Sederlitz und Taldorf sowie Wernsreute
- Wohnbezirk Oberzell (2.122 Einwohner), bestehend aus den Wohnplätzen Albersfeld, Klöcken, Metzisweiler, Oberzell, Reute bei Oberzell und Vogler
- Wohnbezirk Bavendorf (821 Einwohner), bestehend aus den Wohnplätzen Bavendorf, Bonhausen, Ettmannsschmid, Hotterloch, Hütten, Oberweiler, Renauer, Riesen, Schaufel, Schuhmacher und Segner
- Wohnbezirk Adelsreute (78 Einwohner), bestehend aus dem Ortsteil Adelsreute

(Einwohnerzahlen der Wohnbezirke: Stand 31. Dezember 1996)

## Geschichte

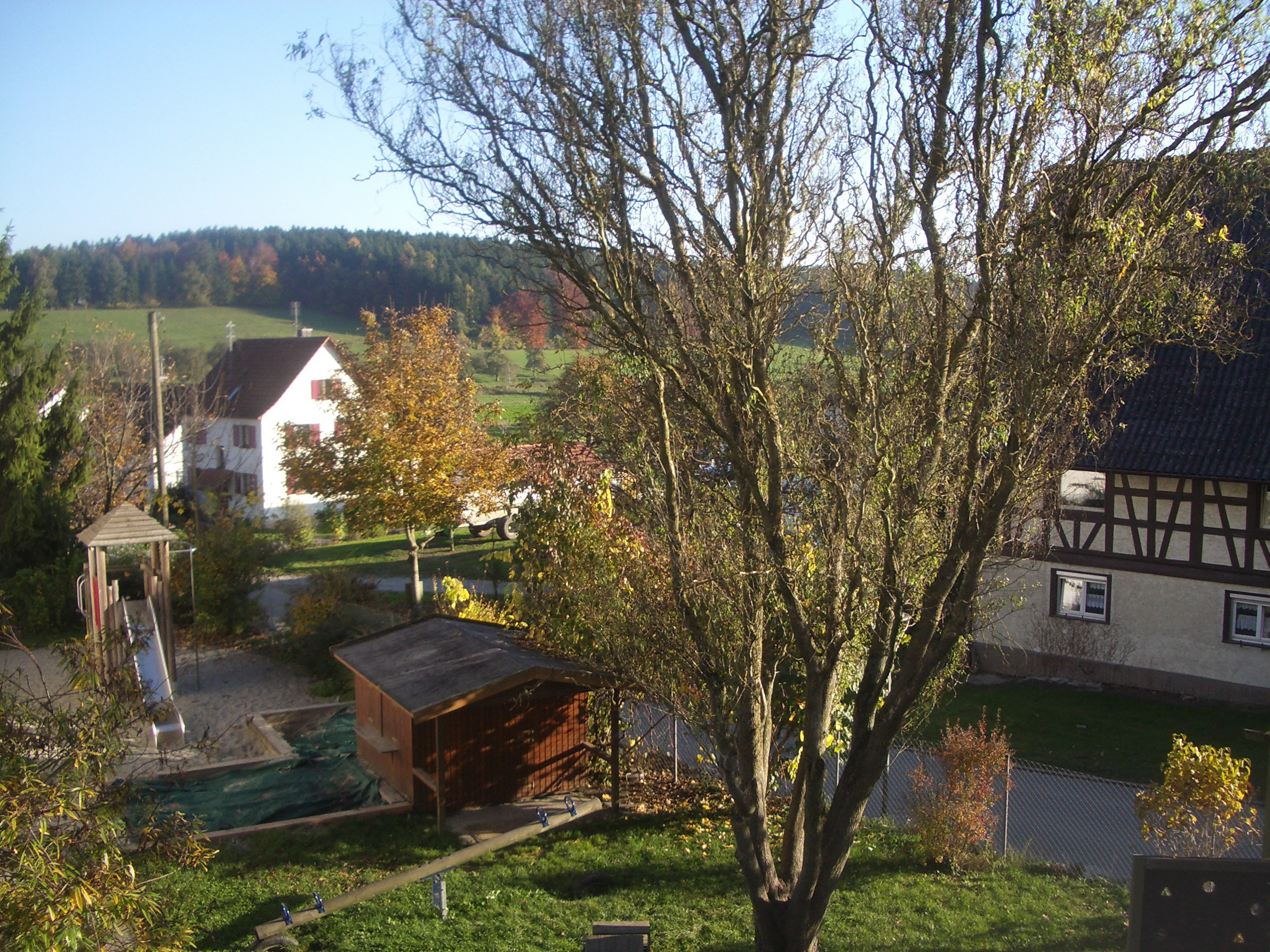
Taldorf

Taldorf wurde erstmals 752 als Mittelpunkt und Gerichtsstätte einer Mark genannt. Der Ort hatte verschiedene Besitzer, darunter die Grafen von Veringen, die Grafen von Montfort, später die Reichsabtei St. Georg in Isny und die Herren von Schmalegg. 1384 verkaufte die Reichsabtei Isny ihre Rechte an die Ravensburger Patrizierfamilie Segelbach, die von einem Ravensburger namens Wegelin gefolgt wurden, dessen Erben ihren Besitz 1435 an das Kloster Weißenau veräußerten. Der Schmalegger Besitz in Taldorf ging zunächst an die Reichsstadt Ravensburg über und später ebenfalls an das Kloster Weißenau. 1823 änderte sich der Zuschnitt der Gemeinde Taldorf durch eine Gemeindereform der Königlichen Regierung für den Donaukreis völlig: vier Weiler wurden zur neuen Gemeinde Oberteuringen geschlagen, aus der aufgelösten Gemeinde Eggenweiler wurden Oberzell und neun Weiler zu Ortsteilen Taldorfs. 1842 wurde Taldorf vom Oberamt Tettnang zum Oberamt Ravensburg (dem Vorläufer des Landkreises Ravensburg) umgegliedert. Am 1. Februar 1972 wurde die selbständige Gemeinde Taldorf in die Stadt Ravensburg eingemeindet. Der Wohnbezirk Taldorf ist noch heute von der Landwirtschaft geprägt.

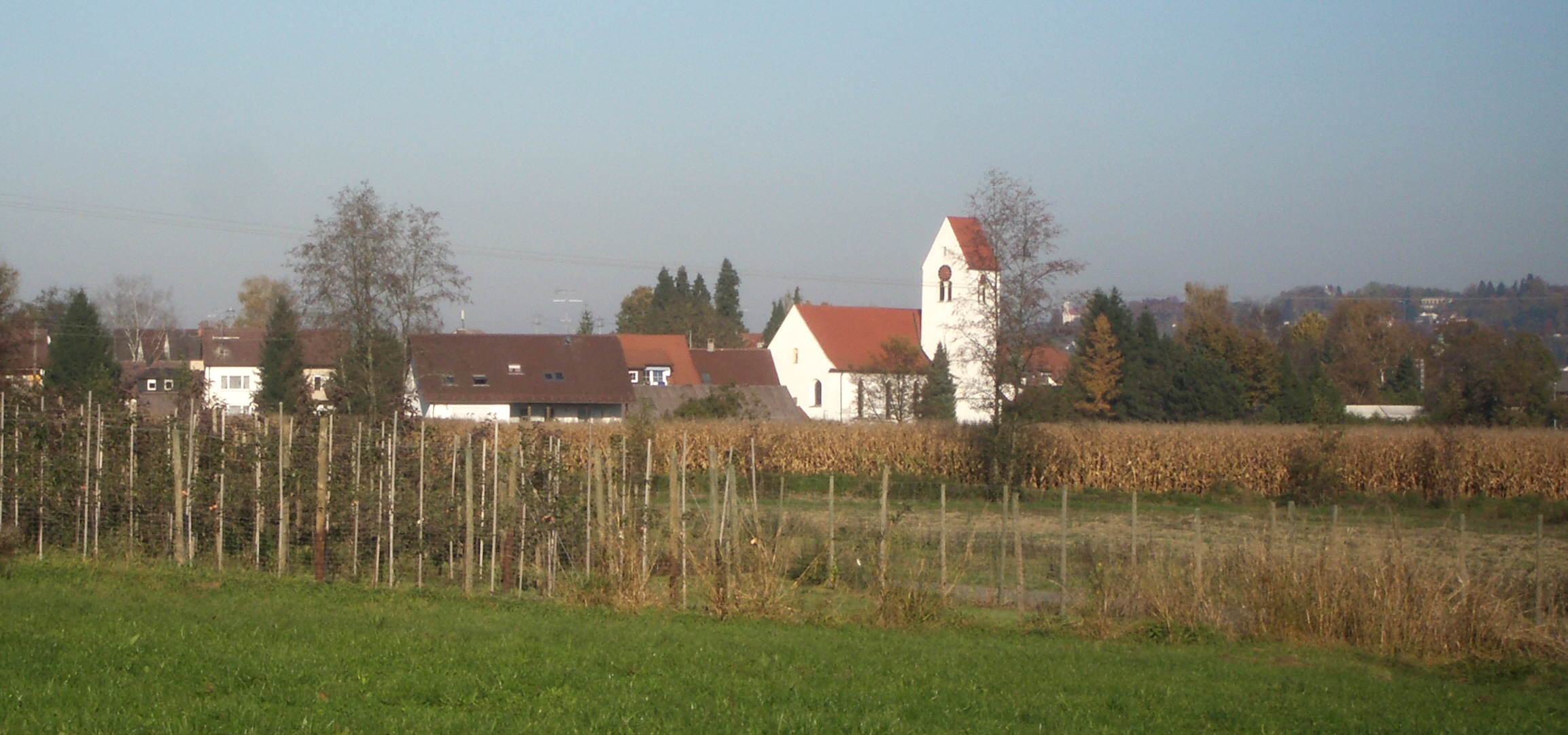
Oberzell (mit Pfarrkirche zur Schmerzhaften Muttergottes)

816 erlaubt Ludwig der Fromme seinem leibeigenen Priester Engilbert in einer Urkunde, seine Güter im mittleren Schussental an das Kloster Reichenau zu übergeben. Da das Kloster Reichenau im Schussental nur in Oberzell Besitz hatte, muss es sich bei Engilbertus' Gütern um Oberzell gehandelt haben. 1198 wird im Salmer Urkundenbuch eine Cella genannt. Vom Kloster Reichenau wurden die Truchsessen von Waldburg mit der Herrschaft Oberzell belehnt. Später ging Oberzell (1239 teilweise und 1313 völlig) an das benachbarte Klosters Weißenau über, in dessen Besitz es bis zur Säkularisation 1803 blieb. 1823 wurde Oberzell nach Taldorf eingemeindet. Oberzell ist heute von Wohnsiedlungen und kleineren Gewerbebetrieben geprägt.

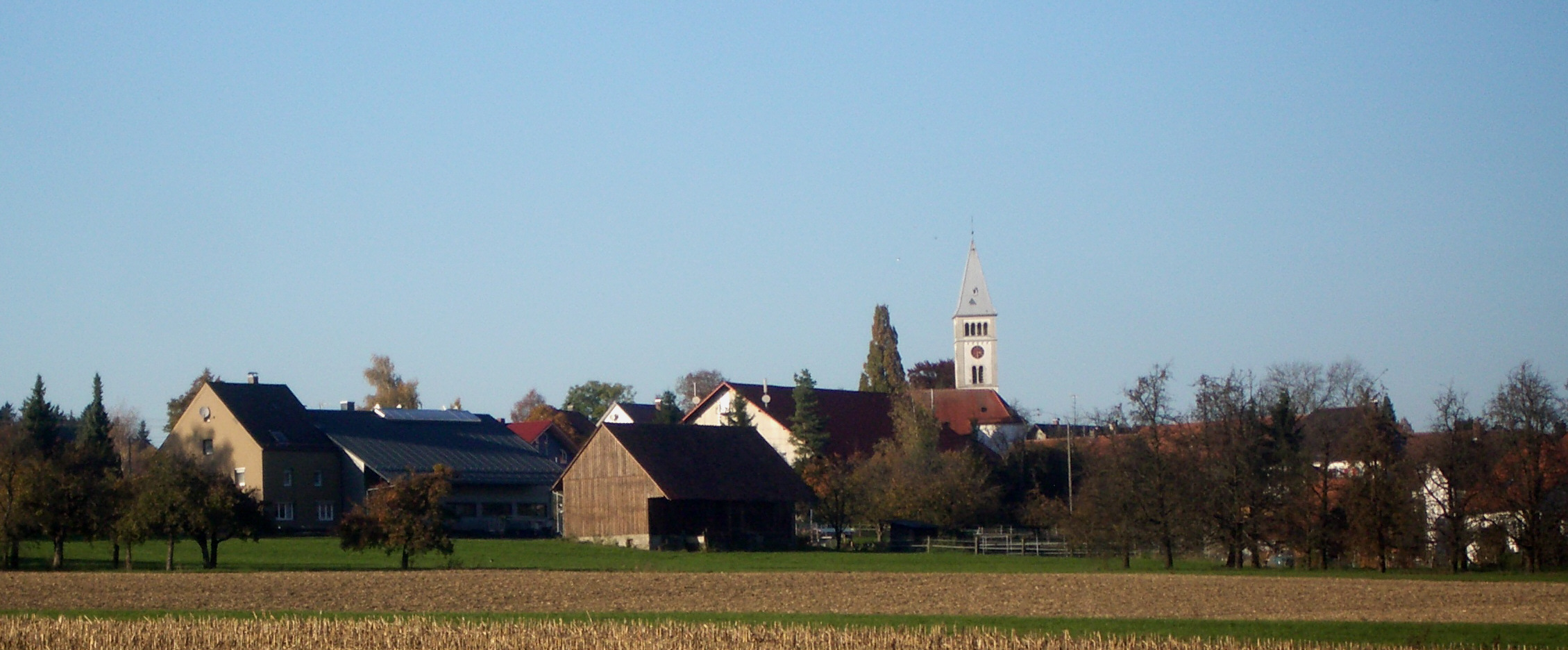
Bavendorf (mit Pfarrkirche St. Columban)

Bavendorf war Sitz einer Adelsfamilie welfischer Vasallen, als deren Mitglied 1172 ein Heinrich von Bafindorf genannt wird. Grundbesitz in Bavendorf hatten später u. a. die Klöster Weingarten und Kreuzlingen und die Kaufmannsfamilie Humpis. Jos Humpis übergab im frühen 16. Jahrhundert seine Rechte in Bavendorf an das Ravensburger Heilig-Geist-Spital. Bavendorf ist heute ein Straßendorf an der Bundesstraße 33, das von Wohnsiedlungen geprägt ist.
Im Adelsreuter Wald finden sich Spuren einer Besiedlung in der Hallstattzeit. Der Ort Adelsreute wird 1134 erstmals urkundlich als Adilsruti erwähnt, als ein Guntram von Adelsreute († 1238) sein Dorf Salmannsweiler an den Zisterzienserorden abgab, der dort das Kloster Salem gründete. Guntram selbst trat in das Kloster ein, seine Güter in Adelsreute wurden fortan als Eigenbetriebe des Klosters Salem geführt. Mit der Säkularisation 1803 fiel der Ort mit der Reichsabtei Salem an Baden. Die Gemeinde gehörte dann zunächst zum Bezirksamt Salem, ab 1843 zum Bezirksamt Meersburg und kam 1857 zum Bezirksamt Überlingen, aus dem 1939 der Landkreis Überlingen hervorging. Bis zur Gründung von Baden-Württemberg 1952 war Adelsreute eine badische Exklave innerhalb Württembergs. Bis 1969 dauerte der Exklavenstatus auf Landkreisebene an, denn erst am 1. Januar 1969 wurde die Gemeinde Adelsreute vom Landkreis Überlingen dem Landkreis Ravensburg angeschlossen. Am 1. Oktober 1974 wurde die Gemeinde in die Stadt Ravensburg eingegliedert und der Ortschaft Taldorf zugeordnet. Der bislang immer zum Stammgut Adelsreute gehörende Teilort Tepfenhart wurde zwei Monate später, am 1. Dezember 1974, der Gemeinde Horgenzell zugeschlagen.
Kirchenrechtlich bilden die ehemals badischen Territorien Adelsreute und Tepfenhart bis heute Exklaven des Erzbistums Freiburg, das die ehemals badischen und hohenzollerischen Gebiete umfasst.
Seelsorgerisch werden sie allerdings vom Bistum Rottenburg-Stuttgart, das das Gebiet Württembergs umfasst, betreut.

## Politik
Die Ortschaft stellt als Wohnbezirk Taldorf 3 der 32 Ravensburger Gemeinderäte. Diese werden in unechter Teilortswahl gewählt.
Der Ortschaftsrat von Taldorf hat 14 Mitglieder (6 aus dem Wohnbezirk Oberzell, 4 aus dem Wohnbezirk Bavendorf, 2 aus dem Wohnbezirk Taldorf, 1 aus dem Wohnbezirk Adelsreute und der Ortsvorsteher als 14. Mitglied) und wird ebenfalls mittels unechter Teilortswahl gewählt. Ein städtischer Beamter, der vom Gemeinderat im Einvernehmen mit dem Ortschaftsrat bestellt wird, fungiert als hauptamtlicher Ortsvorsteher und Vorsitzender des Ortschaftsrats ohne eigenes Stimmrecht.
Das Rathaus mit der Ortschaftsverwaltung liegt in Bavendorf. Im Ortschaftsrat sind die Christlich Demokratische Union (CDU) und der Kommunalpolitische Arbeitskreis Taldorf (K.A.T.) vertreten.

### Schultheißen, Bürgermeister und Ortsvorsteher (seit 1811)
- Schultheiß Joseph Lampart (1811–1831)
- Schultheiß Bonifaz Jehle, Bavendorf (1832–1848)
- Schultheiß Brugger, Herrgottsfeld (1848–1859)
- Schultheiß Heilig, Schuhmacherhof (1859–1872)
- Schultheiß Volkwein (Vater), Oberweiler (1872–1874)
- Schultheiß Bauknecht, Dürnast (1874–1887)
- Schultheiß Volkwein (Sohn), Oberweiler (1887–1892)
- Amtsverweser Segelbacher (1892–1894)
- Schultheiß Joseph Schnetz (1894–1927)
- Schultheiß, später Bürgermeister Josef Strobel (1927–1967)
- Bürgermeister, später Ortsvorsteher Heribert Riedmüller (1967–1974)
- Ortsvorsteher Kuno Ritter (1974–1995)
- Ortsvorsteher Vinzenz Höss (1995–2020)
- Ortsvorsteherin Regine Rist (2021–2023)
- Ortsvorsteherin Claudia Rebholz (ab 2023)

### Verdiente Bürger

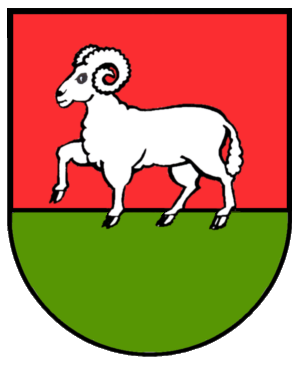
Wappen der ehemaligen Gemeinde Adelsreute

Ehrenbürger der Gemeinde Taldorf (unvollständig)
- Gebhard Fugel (1863–1939)
- Josef Strobel (1901–1967)

Träger der Verdienstmedaille der Ortschaft (unvollständig)
- Anton Schmid (1914–1989)
- Erwin Müller (1922–1999)
- Kuno Ritter (1929–2002)
- Karl Wäschle (Oberbürgermeister Stadt Ravensburg a. D.)
- Albert Volkwein
- Franz Wachter

### Wappen
Die Gemeinde Taldorf führte von 1967 bis 1972 ein Wappen, das auf einer Darstellung des mutmaßlichen Wappens der Herren von Bavendorf in der Bavendorfer Pfarrkirche beruhte. Der im Wappen enthaltene Doppelhaken weist auf eine mögliche Verwandtschaft mit den Herren von Schmalegg hin. Wappenbeschreibung: Von Rot, Silber und Schwarz geteilt, in Silber vorne ein roter Doppelhaken.
Die Gemeinde Adelsreute führte von 1903 bis 1974 ein Wappen, das auf dem Wappen des Guntram von Adelsreute beruht. Beschreibung: In Rot auf grünem Boden ein schreitender silberner Widder.
Seit der Eingemeindung nach Ravensburg sind beide Wappen nicht mehr im amtlichen Gebrauch, werden jedoch inoffiziell weiterhin von der Ortschaft verwendet.

### Partnerschaften
Die Ortschaft Taldorf ist partnerschaftlich verbunden mit Hittisau in Vorarlberg (Österreich). Die Partnerschaft entstand aus der freundschaftlichen Verbindung der Soldatenvereine beider Orte.

## Religionen

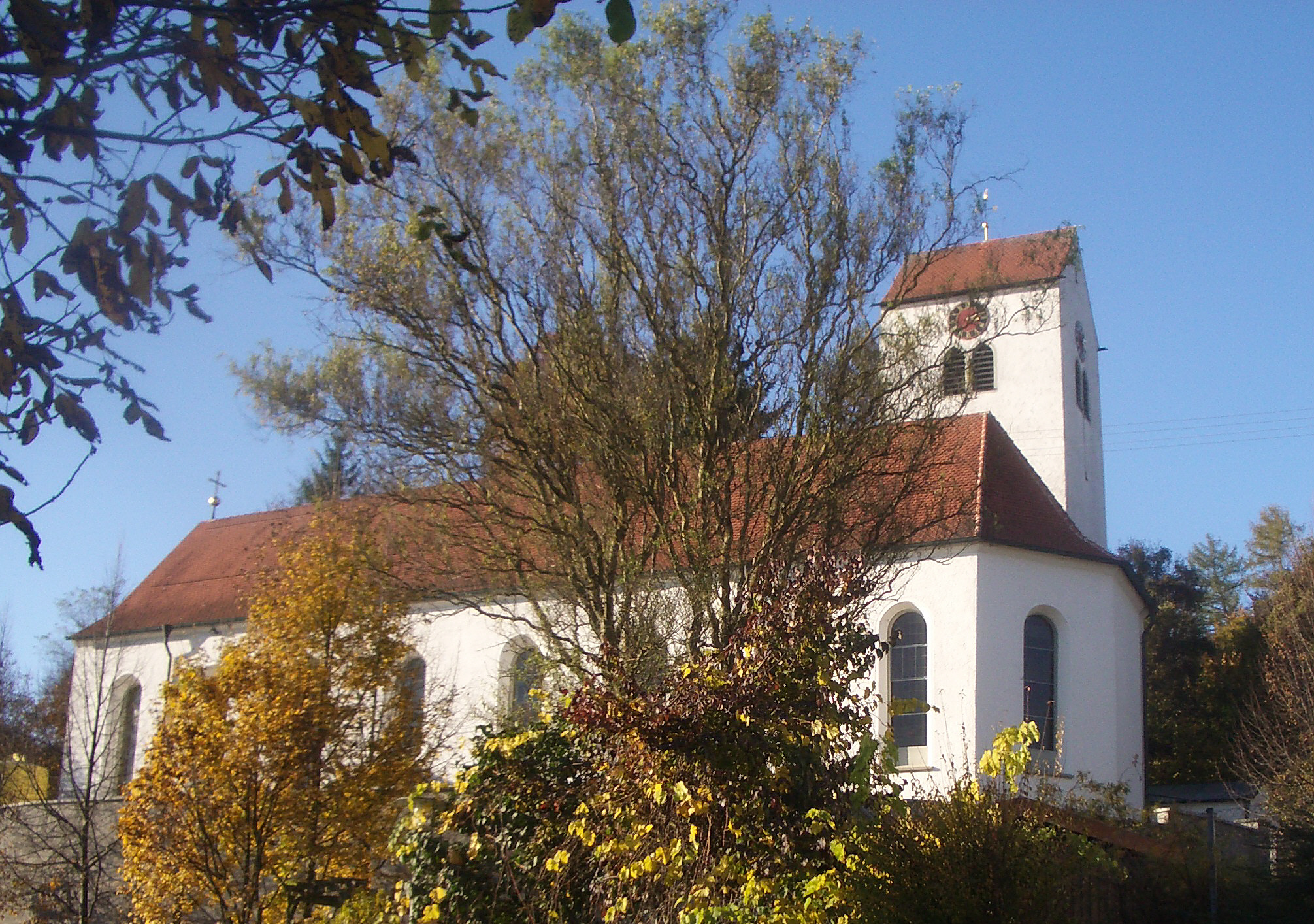
Taldorf: Pfarrkirche St. Petrus

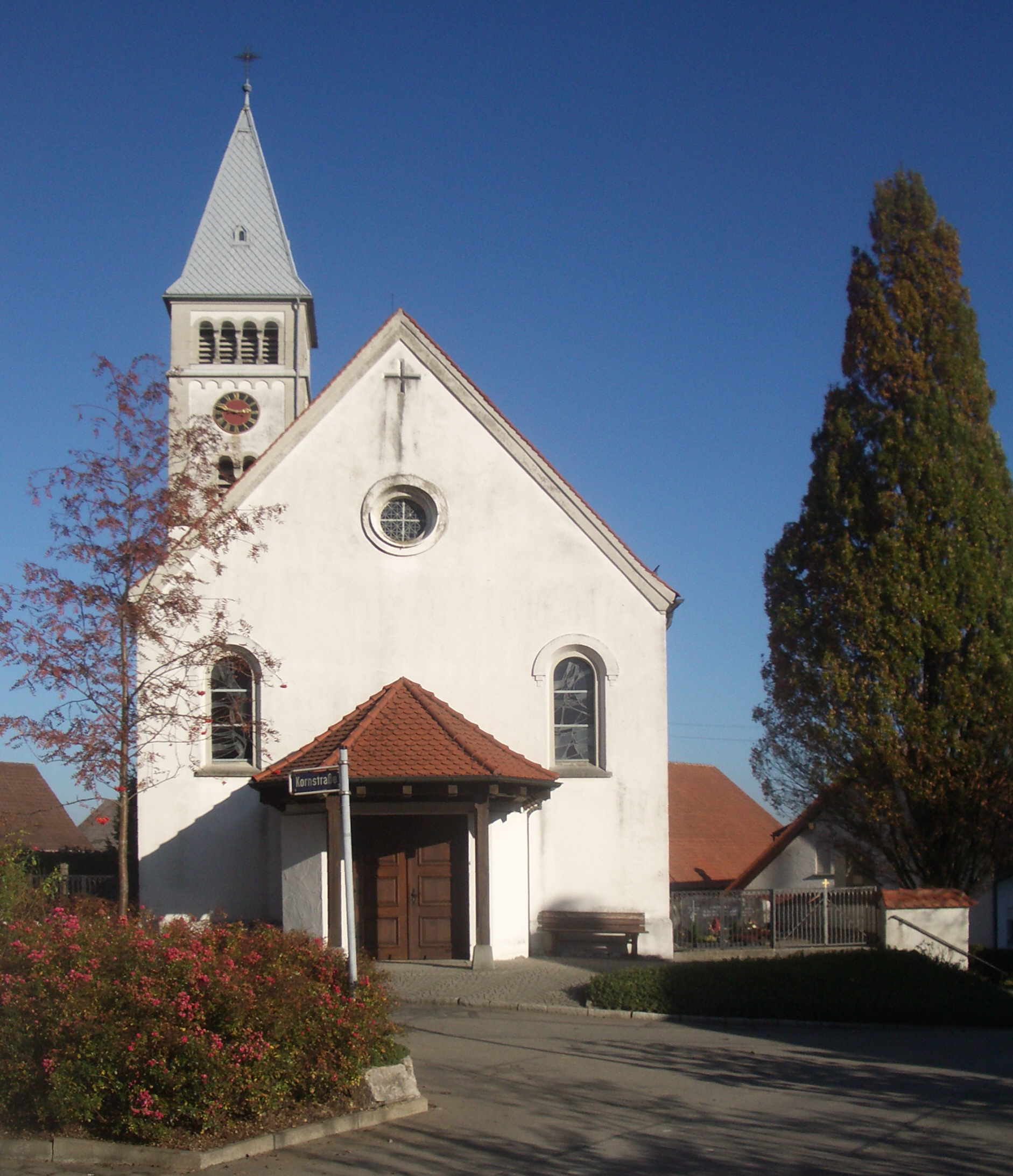
Bavendorf: Pfarrkirche St. Columban

In Taldorf gibt es vier eigenständige römisch-katholische Kirchengemeinden:
- Kirchengemeinde St. Petrus, Taldorf
- Kirchengemeinde St. Isidor, Eggartskirch
- Kirchengemeinde St. Columban, Bavendorf
- Kirchengemeinde St. Antonius von Padua, Oberzell

Der Seelsorgedienst für die Kirchengemeinde Oberzell wird vom Pfarrer von Weißenau übernommen, für Bavendorf, Eggartskirch und Taldorf ist der Pfarrer der Dreifaltigkeitsgemeinde in Ravensburg-Weststadt zuständig.
Die Evangelische Kirche in Bavendorf wurde 1926 nach Plänen des Stuttgarter Architekten Wilhelm Jost gebaut. Im Jahre 1963 erhielt sie eine Orgel der Orgelbauwerkstatt Richard Rensch in Lauffen am Neckar. Sie war zunächst eine Filialkirche von Wälde-Winterbach; seit 1968 ist Bavendorf eine selbständige Pfarrei. Sie ist zuständig für die gesamte Ortschaft Taldorf. Pfarramt, Gemeindehaus, Kindergarten und Kirche sind in Bavendorf ansässig. Einige evangelische Gottesdienste werden als Gast der katholischen Kirchengemeinden in den beiden katholischen Kirchen in Oberzell sowie in der diakonischen Einrichtung Riesenhof der BruderhausDiakonie in Bavendorf gefeiert. Die Gemeinde gehört zum Dekanat Ravensburg und hat 935 Gemeindeglieder (Stand: 2004).
Alle vier katholischen Pfarrkirchen sowie die Kapellen in Alberskirch und Wernsreute sind von noch heute genutzten kirchlichen Friedhöfen umgeben. Der Friedhof im Kirchhof der kleinen Kapelle in Eschau wird nur für Verstorbene der in den drei Gehöften des Weilers ansässigen Familien genutzt, die auch für die Betreuung und Pflege der Kapelle und des Friedhofs sorgen. Ein evangelischer Friedhof grenzt an die evangelische Kirche in Bavendorf an.

## Wirtschaft und Infrastruktur
Das Ortschaftsbild Taldorfs mit seinen vielen einzelnen Höfen und Wohnplätzen ist nach wie vor von der Landwirtschaft geprägt. Dominierend sind die Sonderkulturen der Bodenseeregion, darunter der Obstbau (hauptsächlich Äpfel), Erdbeeren, Hopfen und Spargel. Obst, Erdbeeren und Spargel sowie selbst hergestellte Säfte und Schnäpse werden vielfach in Hofläden verkauft. Auf einem kleinen ortschaftseigenen Weinberg wird in Taldorf Wein der Rebsorte Müller-Thurgau angebaut.
Die meisten berufstätigen Einwohner sind nicht in der Landwirtschaft tätig, sondern pendeln nach Ravensburg oder in andere Orte des mittleren Schussentals.
Besonders in Oberzell haben sich Handwerks- und Dienstleistungsbetriebe angesiedelt, darunter der Verlag Munzinger-Archiv. Die Ortschaft Taldorf ist auch Sitz der Raiffeisenbank Taldorf und einer Filiale der Kreissparkasse Ravensburg (in Oberzell).
Nordwestlich von Bavendorf an der Bundesstraße 33 nach Ravensburg entsteht seit 2010 das Gewerbegebiet Erlen. 2011 wurde als erster Betrieb das „Zentrum für Optische Kontrolle und Logistik“ der Vetter Pharma eröffnet.

### Verkehr
Durch Bavendorf führt die Bundesstraße 33 (Ravensburg – Meersburg). In Oberzell gibt es einen Haltepunkt an der Bahnstrecke Ulm–Friedrichshafen, der von der Bodensee-Oberschwaben-Bahn bedient wird. Linienbusse verbinden die Ortsteile untereinander und mit der Ravensburger Kernstadt.

### Bildung
- Kindergärten in Oberzell, Bavendorf und Taldorf
- Grundschule Oberzell (mit Filiale in Taldorf)

## Kultur und Sehenswürdigkeiten

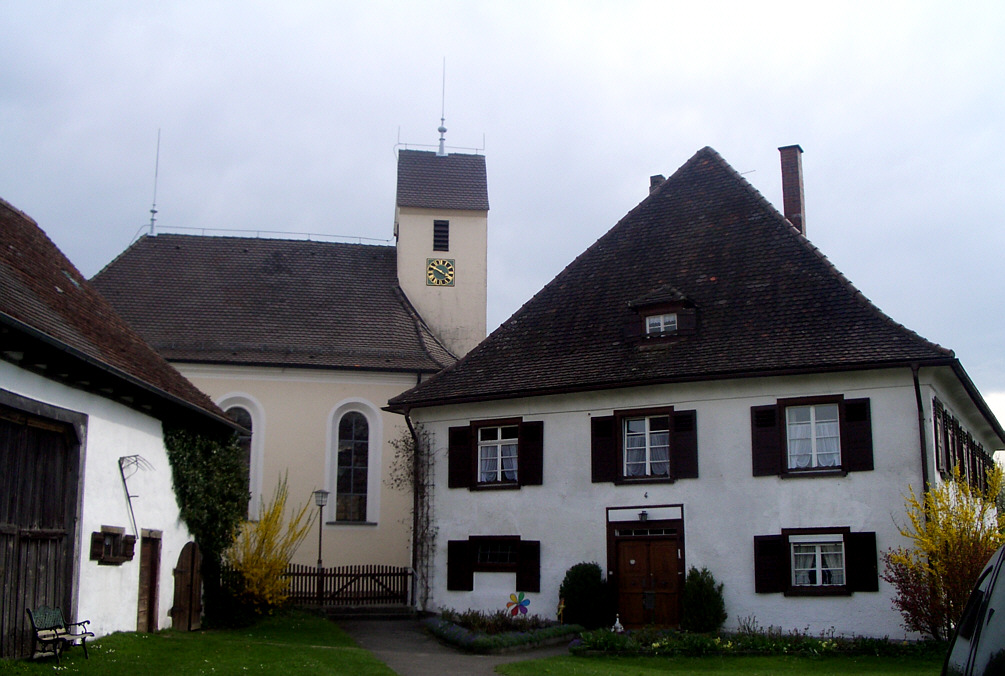
Eggartskirch: Pfarrkirche St. Isidor und Pfarrhaus

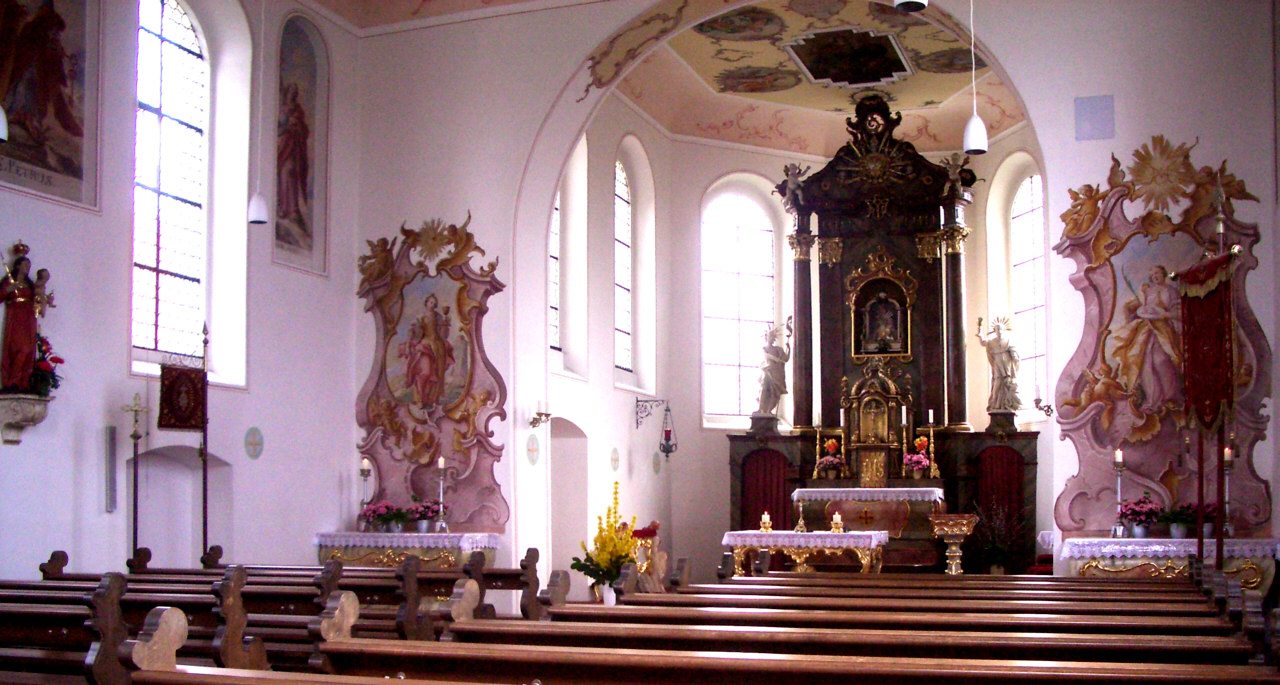
Oberzell: Pfarrkirche zur Schmerzhaften Muttergottes

### Sehenswürdigkeiten

#### Kirchen
- Adelsreute: Kapelle (Filialkirche von Taldorf), gotische Kapelle von 1522, 1791 barockisiert, mit gotischer Pietà
- Alberskirch: Kapelle (1353 als Pfarrkirche erwähnt, seit 1744 Filialkirche von Taldorf), gotischer Bau, mit Pietà der 1420er Jahre und drei barocken Altären von 1680
- Bavendorf: Pfarrkirche St. Columban (Kirchenschiff erbaut 1737 als Erweiterung einer gotischen Kapelle, Turmerweiterungen 1842 und 1885, Kirchenschiffverlängerung 1863), mit spätgotischer Skulptur Madonna mit Kind
- Bavendorf: Evangelische Kirche von 1926
- Eggartskirch: Pfarrkirche St. Isidor, 1275 erstmals erwähnt, 1746 neu geweiht, mit Monstranz von ca. 1700, Kreuz und Madonna von ca. 1750 und Altären von 1869 und 1873
- Eschau: Kapelle, bereits 1191 als Pfarrkirche St. Gallus erwähnt
- Oberzell: Pfarrkirche zur Schmerzhaften Muttergottes in Oberzell, 1749/1750 durch das Kloster Weißenau erbaut, mit Taufstein von 1630, Deckenfresken von Joseph Anton Hafner und eine barocke Skulptur der Himmelskönigin mit Kind, bis 1991 renoviert
- Oberzell: Pfarrkirche St. Antonius von Padua in Oberzell von 1975, mit Glasfenstern von Diether Domes, Ausstattung von Josef Henger, einer spätgotischen Madonna (um 1480, Jakob Russ zugeschrieben), einem Kreuzigungsgemälde (1614) von David Mieser, einer vermutlich ebenfalls von Mieser geschaffenen Grablegung und dem Gemälde Maria mit dem Kinde (1897) von Gebhard Fugel

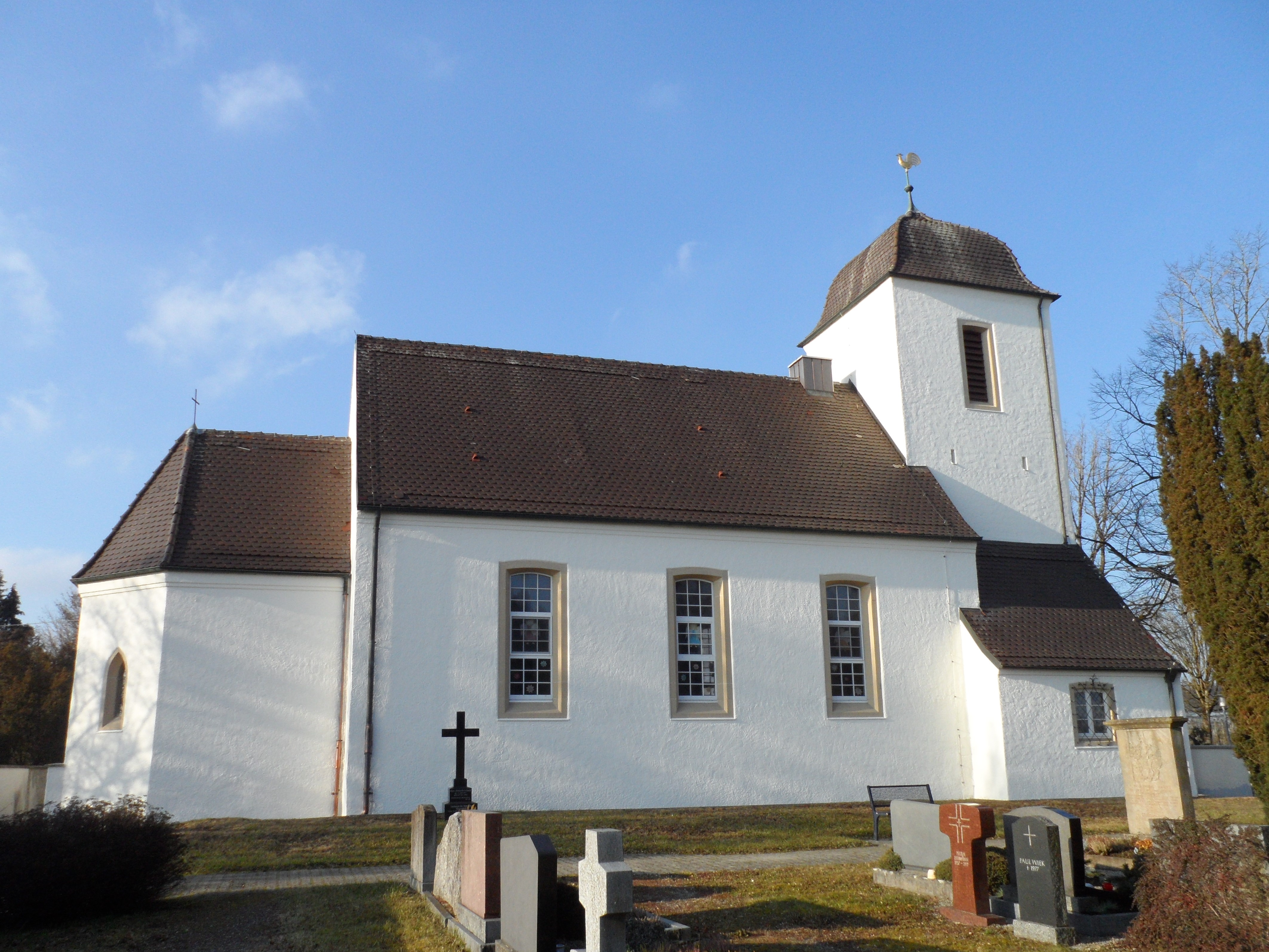
Evang. Kirche Bavendorf von 1926. Pläne von Wilhelm Jost

- Evang. Kirche Bavendorf von 1926. Pläne von Wilhelm JostTaldorf: Pfarrkirche St. Petrus, gotischer Bau von 1486 wohl auf romanischen Ursprüngen, Mitte des 18. Jahrhunderts verlängert und barockisiert (Altarweihe 1753), 1870 erweitert, 1986 renoviert (mit Freilegung der in den 1960er Jahren übertünchten Ausmalung von 1871)
- Wernsreute: Kapelle (1263 als Pfarrkirche erwähnt, seit 1744 Filialkirche von Taldorf), mit gotischen Chor wohl aus dem 13. Jahrhundert und gotischem Tabernakel

#### Andere Bauwerke

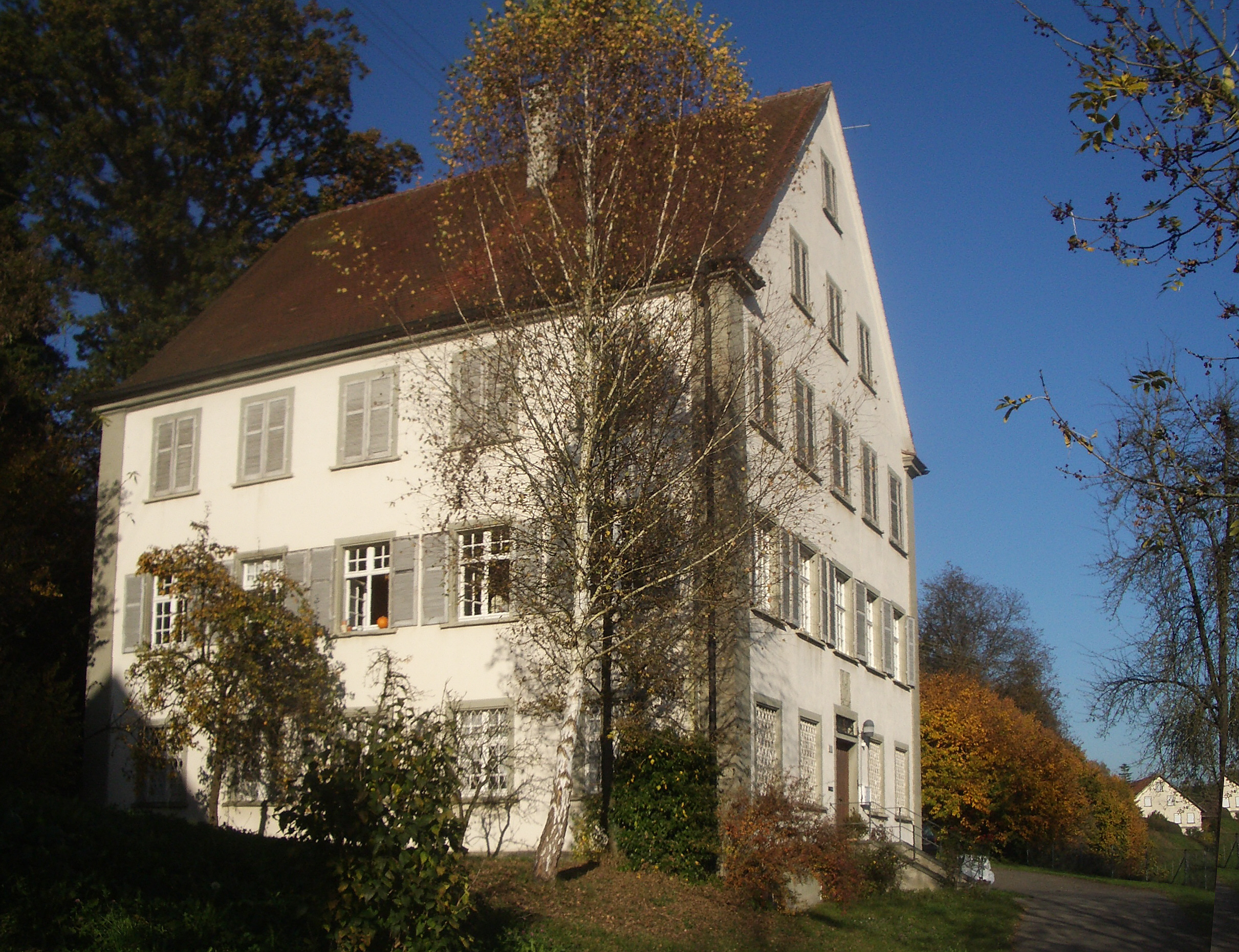
Taldorf: Pfarrhaus

- Dürnast: Landvogtei Dürnast, Fachwerkgebäude von 1470 bis 1474, 2002 durch Brand zerstört. In dem modernen, historisierenden Nachfolgegebäude wird – wie im ursprünglichen Gebäude durchgehend seit 1504 – eine Gaststätte betrieben.
- Eggartskirch: Pfarrhaus und Pfarrscheune in Eggartskirch von 1838 bis 1842
- Taldorf: Pfarrhaus in Taldorf von 1744 bis 1745, erbaut durch das Kloster Weißenau, mit barocken Stuckdecken

Die denkmalgeschützte Stahlbrücke über die Schussen bei Oberzell wurde 2008 durch einen Neubau ersetzt, die alte Brücke wurde demontiert und eingelagert.

### Veranstaltungen
Seit 1965 wird alle zwei Jahre das Kinder- und Heimatfest gefeiert. Höhepunkt ist ein Festzug in Oberzell.
Seit den 1990er Jahren wird in der Ortschaft Taldorf die schwäbisch-alemannische Fasnet gefeiert, deren treibende Kraft die aus den Gillenbachhexen 1998 entstandene Narrenzunft Oberzell und der 1992 gegründete Narrenverein Bavendorf sind. Die Bavendorfer Narrenfigur heißt Bavi-Hex, in Oberzell gibt es neben den Gillenbachhexen die Figuren Hotterlochweible, Hagmacher sowie die drei Einzelfiguren Graf vom Gillenbach (aus der 1953–1972 gefeierten Ortsfasnet übernommen), Büttel und Bauer.

### Vereine

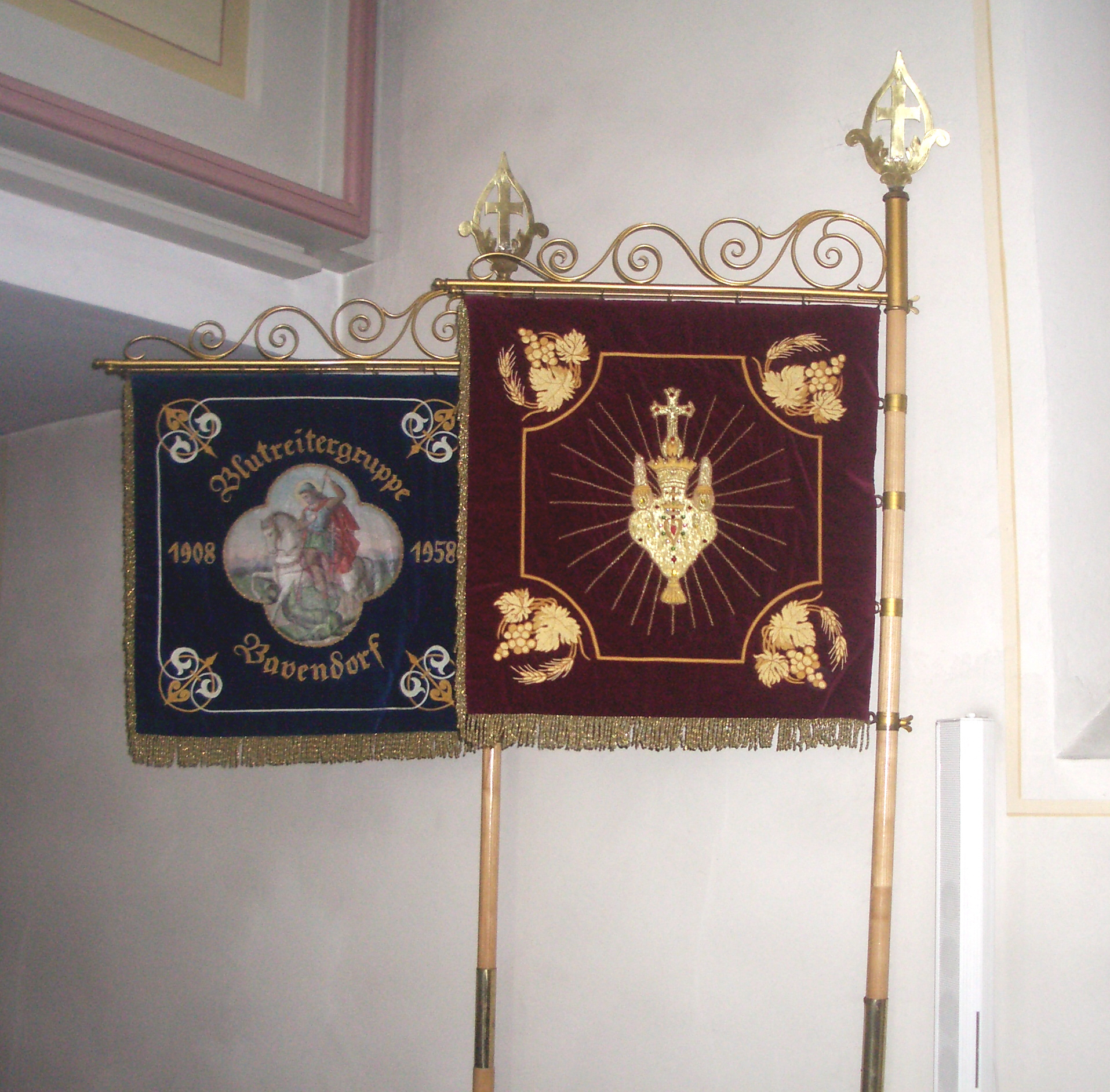
Bavendorf: Fahnen der Blutreiter-Gruppe Bavendorf

In der Ortschaft Taldorf gibt es etwa 50 Vereinen und Gruppen, die im örtlichen Leben eine tragende Rolle spielen. Veranstaltungen der Vereine finden u. a. in der Sport- und Mehrzweckhalle Schussentalhalle in Oberzell statt.
Zum Vereinsleben tragen neben kirchlichen Gruppen u. a. bei: die Sportvereine SV Oberzell und Tennisclub Oberzell, Musikvereine in Oberzell, Bavendorf und Taldorf, eine Chorgemeinschaft, die Narrenzünfte, der Fanfarenzug Oberzell, der VCP Bavendorf, die Landjugend, die Landfrauen, die Freiwillige Feuerwehr und die Blutreiter-Gruppen Bavendorf und Taldorf, die an der jährlichen Heilig-Blut-Prozession in Weingarten teilnehmen.

## Persönlichkeiten
- Franz Bayer (1884–1967), Kunstmaler und Restaurator, lebte in Oberklöcken bei Oberzell
- Engilbert (9. Jahrhundert), Priester, Mönch und Gründer von Oberzell
- Gebhard Fugel (1863–1939), Maler, geboren auf dem Hof Oberklöcken bei Oberzell
- Moritz Johner (1868–1931), Theologe und Historiker, 1924–1931 Pfarrer von Bavendorf
- Willi Papert (1924–1980), Arrangeur, Dirigent, Komponist und Musiker, lebte in Oberzell
- Wolfgang Schuhenn (1926–2018), Kunstmaler